# Andrei Sergejewitsch Batt

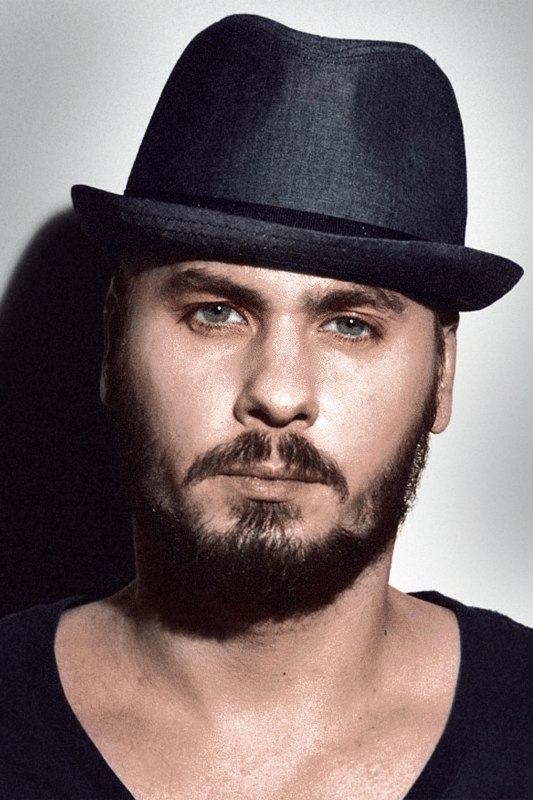
Andrey Batt, 2014

Andrei Sergejewitsch Batt (eigentlich russisch Андре́й Серге́евич Ба́тт; * 6. August 1985 in Tallinn, Estnische SSR), meist Andrey Batt, ist ein russischer Schauspieler, Rapper, Songwriter und Musikproduzent.

## Filmografie
- 2008–2011: Obrutschalnoje Kolzo (Ehering)
- 2009: Gorod Soblasnow (Stadt der Versuchung)
- 2010: Wy Sakasywali Ubijstwo (Sie bestellten Mord)
- 2010: Grjasnaja Rabota (Drecksarbeit)
- 2010: Stoliza Grecha (Die Hauptstadt der Sünde)
- 2010–2015: Justified (1 Folge)
- 2012: The Killing (1 Folge)
- 2010–2016: The Walking Dead (1 Folge)
- 2013: Fighting Spirit (Kampfgeist)
- 2019: Hero  (Held)

## Diskografie
Singles
- 2013: Andrey Batt – Love Above the Clouds[1]
- 2014: Andrey Batt – Letniy (feat. Dasha Melnikova)
- 2015: Andrey Batt – Letniy (Ria Project Saxaphone Remix)